# Towarzystwo Przyjaciół Ziemi Dębickiej
Towarzystwo Przyjaciół Ziemi Dębickiej, organizacja społeczna zrzeszająca osoby, działające na rzecz ochrony dziedzictwa kulturowego, a także rozwoju społecznego oraz gospodarczego miasta Dębicy i regionu dębickiego.
TPZD powstało 15 lutego 1960 roku. Początkowo nosiło nazwę Towarzystwo Przyjaciół Nauk w Dębicy, obecną nazwę przyjęto w 1984 roku. W istotnej mierze organizacja ta przyczyniła się do powstania Muzeum Regionalnego w Dębicy, którego znaczna część ekspozycji pochodzi ze zbiorów zgromadzonych przez członków Towarzystwa.

## Dane
- Prezes: mgr Jacek Dymitrowski
- Siedziba: 39-200 Dębica, ul. Wielopolska 4.